# Walentin Pikul (2000)
Walentin Pikul (ros. Валентин Пикуль) – trałowiec morski projektu 266ME (w kodzie NATO: Natya) Marynarki Wojennej Rosji. Wszedł do służby w 2001 roku, służy we Flocie Czarnomorskiej. Nosi numer burtowy 770.

## Budowa
Okręt stanowi rozwinięcie licznej serii radzieckich trałowców morskich projektu 266M (typu Akwamarin, w kodzie NATO: Natya), budowanej od lat 70. XX wieku. Trałowce tego typu stanowiły podstawowy typ morskich trałowców pod koniec istnienia ZSRR i przeznaczone były do poszukiwania i niszczenia min w dalszej i bliższej strefie morskiej, osłony konwojów i operacji desantowych oraz służby patrolowej. Jego budowę rozpoczęto w 1994 roku jako okrętu zmodyfikowanego eksportowego tropikalnego projektu 266ME (ros. 266МЭ) na zamówienie marynarki Wietnamu, lecz w międzyczasie zamawiający zrezygnował z niego, po czym ukończono okręt ze zmodyfikowanym uzbrojeniem i wyposażeniem dla marynarki Rosji.
Zbudowany został w Stoczni Średnio-Newskiej (Sriednie-Niewskij Sudostroitielnyj Zawod) w Petersburgu pod numerem budowy 878. Wodowanie miało miejsce 31 maja 2000 roku. Okręt ukończono i oddano do służby w 2001 roku.

## Opis
Wyporność standardowa okrętów proj. 266ME wynosiła 745 ton, a pełna 800 ton. Długość  wynosi 61 m, a szerokość 10,2 m. Średnie zanurzenie wynosiło 2,9 m, podawana jest też wartość zanurzenia 3,5 m. Kadłub wykonany jest ze stali małomagnetycznej. Załogę stanowi 68 ludzi, w tym 6 oficerów.
Napęd stanowią dwa silniki wysokoprężne M-503M o mocy łącznej 5000 KM, napędzające dwie śruby. Prędkość maksymalna wynosiła 16,5 węzła, a ekonomiczna 12 w. Zasięg przy prędkości ekonomicznej 12 w wynosił 3000 mil morskich.
Uzbrojenie obronne stanowią dwie rotacyjne sześciolufowe armaty przeciwlotnicze kalibru 30 mm AK-306 w dwóch wieżach, z zapasem 4200 nabojów. W odróżnieniu od okrętów projektu 266M, kierowane są nie radarem, ale kolumną celowniczą Kołonka-219-1. Umieszczone są na dziobie oraz na końcu śródokręcia – na skraju wydłużonego pokładu dziobowego. W odróżnieniu od projektu 266M, okręt nie otrzymał dodatkowych, przestarzałych już armat kalibru 25 mm. Obronę przeciwlotniczą dopełniała dwuprowadnicowa wyrzutnia samonaprowadzających się na podczerwień pocisków przeciwlotniczych bliskiego zasięgu Igła-1, z 20 pociskami.
Broń podwodną stanowiły dwie pięcioprowadnicowe wyrzutnie rakietowych bomb głębinowych RBU-1200 kalibru 250 mm z 30 bombami RGB-12. Okręty mogły przenosić i stawiać 8 min UDM, a według innych źródeł 7 min KMD-1000. Według części źródeł mogły też zabierać maksymalnie do 32 bomb głębinowych BB1 w przypadku zadań zwalczania okrętów podwodnych.
Okręty został wyposażony w komplet trałów do niszczenia różnych rodzajów min: trał kontaktowy GKT-2, trał akustyczny AT-3 i trał elektromagnetyczny TEM-3M lub TEM-4 (informacje o modelach trałów dla projektu 266M). Wyposażenie ponadto stanowił kompleks KIU-3 do wykrywania i niszczenia min dennych, obejmujący holowaną platformę telewizyjno-laserową do wykrywania min i holowany pojazd z bombami do ich niszczenia.
Okręty proj. 266ME były wyposażone w stację hydrolokacyjną do wykrywania min MG-89, stację hydrolokacyjną MG-35E i radar nawigacyjny MR/212/201-2. Wyposażenie stanowiły ponadto: stacja rozpoznania radiotechnicznego Bizan′-4B, stacja zakłóceń aktywnych Tiulpan i system identyfikacyjny Nichrom (informacje o modelach dla projektu 266M).

## Służba
Okręt wszedł do służby w rosyjskiej Flocie Czarnomorskiej w 2001 roku pod nazwą „Walentin Pikul”, na cześć pisarza-marynisty.